# Bermuda Hogges
El Bermuda Hogges fue un equipo de fútbol de Bermudas que alguna vez jugó en la USL Premier Development League, la cuarta liga de fútbol más importante de los Estados Unidos.

## Historia
Fue fundado en el año 2006 en la ciudad de Pembroke, Bermudas y fue anunciado como un equipo de expansión para la temporada 2007 en la USL Second Division y su dueño era el legendario futbolista de Bermudas Shawn Goater, junto con el exinternacional Kyle Lightbourne y el empresario Paul Scope. El objetivo del equipo era desarrollar el nivel general de juego para los jugadores de las Bermudas, que necesitaban una competencia internacional más regular por el nivel mayor de competencia en la región de Concacaf, que se esperaba que también dan lugar a una selección nacional más competitiva. El nombre de "Hogges" fue sugerido por los dueños del equipo después de un concurso para los fanes; se trata de la de cerdo de las Bermudas, asociado con la tenacidad del animal.
La primera plantilla del equipo incluyó una serie de jugadores internacionales con Bermudas, como Stephen Astwood, Damico Coddington, Darius Cox, Devaun DeGraff, Timoteo Figureido, Damon Ming, John Barry Nusum, Michael Parsons, Jelani de Scott y Kwame Steede, los cuales habían representado a su país en diversos procesos eliminatorios rumbo a la Copa del Mundo y la Copa de Oro de la CONCACAF. Shaun Goater y Kyle Lightbourne eran también internacionales con Bermudas hasta su retiro del fútbol internacional, por lo que los Hogges eran por mucho, el más experimentado equipo en materia de competencia internacional en la USL2.
El primer juego del equipo se llevó a cabo el 27 de abril del 2007, en casa contra los Harrisburg City Islanders, ante más de 1.500 fanes. Los Islanders ganaron el juego 1-0 con un gol de Chad Severs, poniendo en marcha una primera dificultad temporada para los Hogges. Bermuda ganó sólo tres de sus 20 partidos de la temporada regular - un 2-1 sobre los Nueva Hampshire Phantoms a finales de junio, en lo que fue la primera victoria de la franquicia; un 3-2 sobre los Cincinnati Kings en julio en el que Stephen Astwood hizo dos goles; y una victoria por 1-0 en agosto, otra vez sobre Nueva Hampshire Phantoms donde Lloyd Holder anotó los goles; por otro lado, sin embargo, el Hogges luchaba por encontrar la forma. El Charlotte Eagles anotó cuatro goles en dos ocasiones distintas, el Richmond Kickers les martilleaba 4-0 a mediados de junio, mientras que medio de la temporada llegó la paliza de 8-1 que sufrieron a manos de Crystal Palace Baltimore a finales de julio. La temporada finalizó con los Hogges en el último lugar de la tabla USL2, un punto por detrás del de New Hampshire Phantoms, pero a 29 puntos del campeón de la temporada regular de Richmond. Stephen Astwood tuvo el honor de ser el máximo goleador de los Hogges en la temporada de debut, con cuatro goles, mientras que Damon Ming aportó cuatro asistencias. Shaun Goater jugó 8 partidos con su equipo, anotando tres goles en el camino.
La forma del Hogges mejoró ligeramente en la temporada 2008, ya pesar de que terminaron el año con un récord negativo, y fuera de los playoffs por segundo año consecutivo, se mejoró a un récord de 5-13-2, y terminó por delante del Real Maryland Monarchs en la clasificación final. El año comenzó con un decepcionante derrota de 6-0 ante el Charlotte Eagles en la jornada inaugural de la temporada, pero el Hogges recuperó rápidamente para registrar victorias consecutivas por primera vez en la historia de la franquicia con triunfos sobre el Wilmington Hammerheads y el Pittsburgh Riverhounds. Las otras victorias fueron sobre el Western Mass Pioneers (3-1 a mediados de junio), Real Maryland Monarchs (2-1 de visita a finales de julio con un gol tardío de Kevin Richards), y ante el Crystal Palace Baltimore (3-1 en el penúltimo partido de la temporada), siempre puntos brillantes del año; sin embargo, también sufrió una serie de pérdidas integrales, cayendo 5-1 ante el Wilmington a principios de julio, 5-1 ante los campeones de la USL2 Cleveland City Stars, más adelante en el mes, y ser aniquilados por 7-1 en casa por los Richmond Kickers , con Richmond teniendo como delantero a David Bulow, que anotó un hat trick. Damon Ming en su segunda temporada fue el jugador más destacado de las Bermudas, con cuatro goles y cuatro asistencias. Shaun Goater hizo sólo cuatro apariciones, registrando tan sólo 18 minutos de juego en el año.
El 22 de diciembre del 2009, tras el éxodo de los equipos de la USL a la nueva North American Soccer League, la Hogges anunciaron que se auto-relegarían, y así jugar en la Liga USL Premier de Desarrollo en el 2010.
El 28 de mayo del 2013 la administración del club anunció que no iban a presentar un equipo para la temporada 2013. El propietario del equipo Paul Scope dijo que el Hogges no había podido recaudar fondos suficientes para cubrir el costo.

## Jugadores destacados
| - Logan Alexander - Bryan Silverman - Stephen Astwood - Tyrell Burgess - Devaun DeGraff - Shaun Goater - Freddy Hall | - Kyle Lightbourne - John Barry Nusum - Kevin Richards - Marlon Rojas - Antwan Russell - Nahki Wells - Damon Ming |

## Entrenadores
- Kyle Lightbourne (2007–09)
- Scott Morton (2010)
- Maurice Lowe (2011–13)[6]

## Estadios
- Estadio Nacional de las Bermudas, Hamilton, Bermudas (2007–09)
- Bermuda Athletic Association Stadium, Pembroke, Bermudas (2010–13)